# Гранчарево
Гранчарево је насеље у општини Бијело Поље, у Црној Гори. Према попису из 2003. било је 242 становника (према попису из 1991. било је 351 становника).

## Демографија
У насељу Гранчарево живи 201 пунолетни становник, а просечна старост становништва износи 39,0 година (37,6 код мушкараца и 40,7 код жена). У насељу има 70 домаћинстава, а просечан број чланова по домаћинству је 3,46.
Ово насеље је углавном насељено Србима (према попису из 2003. године), а у последња три пописа, примећен је пад у броју становника.
|  |

| Демографија | Демографија | Демографија |
| Година      | Становника  | Становника  |
| ----------- | ----------- | ----------- |
|             |             |             |
|             |             |             |
|             |             |             |
|             |             |             |
| 1948.       | 486         |             |
| 1953.       | 539         |             |
| 1961.       | 533         |             |
| 1971.       | 546         |             |
| 1981.       | 463         |             |
| 1991.       | 351         | 350         |
| 2003.       | 242         | 242         |
|             |             |             |

| Етнички састав према попису из 2003.‍ | Етнички састав према попису из 2003.‍ | Етнички састав према попису из 2003.‍ | Етнички састав према попису из 2003.‍ | Етнички састав према попису из 2003.‍ |
| ------------------------------------ | ------------------------------------ | ------------------------------------ | ------------------------------------ | ------------------------------------ |
|                                      |                                      |                                      |                                      |                                      |
| Срби                                 | Срби                                 |                                      | 184                                  | 76,03%                               |
| Црногорци                            | Црногорци                            |                                      | 58                                   | 23,96%                               |
| непознато                            | непознато                            |                                      | 0                                    | 0,0%                                 |

| Година пописа     | 1948. | 1953. | 1961. | 1971. | 1981. | 1991. | 2003. |
| ----------------- | ----- | ----- | ----- | ----- | ----- | ----- | ----- |
| Број домаћинстава | 90    | 99    | 102   | 106   | 83    | 73    | 70    |

| Број чланова      | 1  | 2  | 3  | 4  | 5  | 6 | 7 | 8 | 9 | 10 и више | Просек |
| ----------------- | -- | -- | -- | -- | -- | - | - | - | - | --------- | ------ |
| Број домаћинстава | 70 | 11 | 17 | 11 | 12 | 8 | 5 | 5 | 0 | 0         | 1      |

| Пол    | Укупно | Неожењен/Неудата | Ожењен/Удата | Удовац/Удовица | Разведен/Разведена | Непознато |
| ------ | ------ | ---------------- | ------------ | -------------- | ------------------ | --------- |
| Мушки  | 119    | 55               | 52           | 11             | 1                  | 0         |
| Женски | 91     | 22               | 51           | 17             | 1                  | 0         |
| УКУПНО | 210    | 77               | 103          | 28             | 2                  | 0         |

| Пол    | Укупно                    | Пољопривреда, лов и шумарство | Рибарство                            | Вађење руде и камена | Прерађивачка индустрија       |
| ------ | ------------------------- | ----------------------------- | ------------------------------------ | -------------------- | ----------------------------- |
| Мушки  | 68                        | 53                            | 0                                    | 0                    | 3                             |
| Женски | 14                        | 7                             | 0                                    | 0                    | 4                             |
| УКУПНО | 82                        | 60                            | 0                                    | 0                    | 7                             |
| Пол    | Производња и снабдевање   | Грађевинарство                | Трговина                             | Хотели и ресторани   | Саобраћај, складиштење и везе |
| Мушки  | 0                         | 0                             | 2                                    | 2                    | 2                             |
| Женски | 0                         | 0                             | 1                                    | 1                    | 0                             |
| УКУПНО | 0                         | 0                             | 3                                    | 3                    | 2                             |
| Пол    | Финансијско посредовање   | Некретнине                    | Државна управа и одбрана             | Образовање           | Здравствени и социјални рад   |
| Мушки  | 0                         | 0                             | 4                                    | 2                    | 0                             |
| Женски | 0                         | 0                             | 0                                    | 0                    | 1                             |
| УКУПНО | 0                         | 0                             | 4                                    | 2                    | 1                             |
| Пол    | Остале услужне активности | Приватна домаћинства          | Екстериторијалне организације и тела | Непознато            | Непознато                     |
| Мушки  | 0                         | 0                             | 0                                    | 0                    | 0                             |
| Женски | 0                         | 0                             | 0                                    | 0                    | 0                             |
| УКУПНО | 0                         | 0                             | 0                                    | 0                    | 0                             |